# كارل هولمبرغ
كارل هولمبرغ (بالسويدية: Carl Holmberg)‏ هو لاعب جمباز فني سويدي، ولد في 9 مارس 1884 في مالمو في السويد، وتوفي بنفس المكان في 1 ديسمبر 1909.

## وصلات خارجية
- كارل هولمبرغ على موقع اللجنة الأولمبية الدولية (الإنجليزية)
- كارل هولمبرغ على موقع أوليمبيديا (الإنجليزية)
- كارل هولمبرغ على موقع اللجنة الأولمبية السويدية (السويدية)